# Korpinen och Aluslampi
Korpinen och Aluslampi är en sjö i kommunen Lapinlax i landskapet Norra Savolax i Finland. Sjön ligger 110,5 meter över havet. Den är 21 meter djup. Arean är 6,32 kvadratkilometer och strandlinjen är 41,12 kilometer lång.  Den  ingår i Vuoksens huvudavrinningsområde.  Sjön ligger omkring 64 kilometer norr om Kuopio och omkring 400 kilometer norr om Helsingfors. 
Sjön består av två delar, den större Korpinen i norr och den mindre Aluslampi i söder.
I sjön finns öarna Hokkisaari, Petäjäsaari, Koivusaari och Kalliosaari i Korpinen, Eevasaari och Suolasaari i sundet och Kellosaari, Kalmonsaari, Itäsaari och Kukkosaari ligger i Aluslampi, där också den största ön, Hovinsaari, ligger.
I omgivningarna runt Korpinen växer i huvudsak blandskog.